# Erythropoiesis-Stimulating Agent
Erythropoiesis-Stimulating Agents (kurz: ESA, zu Deutsch: Erythropoese-stimulierende Substanzen) sind Substanzen, welche die Bildung roter Blutkörperchen (Erythrozyten) anregen (siehe Erythropoese). Zu dieser Substanzgruppe gehören einige natürlich vorkommende Wachstumsfaktoren (Zytokine) wie z. B. die Interleukine IL-3 und IL-9.
Das wohl bekannteste ESA ist das Hormon Erythropoetin. Im Zuge der Entwicklung von Medikamenten, welche die blutbildenden Eigenschaften des Erythropoetin nachahmen, wurden zahlreiche ESA mit Hilfe von molekularbiologischen und biotechnologischen Verfahren künstlich hergestellt (siehe EPO-Präparate der nächsten Generation).